# Autobahnkreuz Mainz-Süd
Das Autobahnkreuz Mainz-Süd (kurz: Kreuz Mainz-Süd, teilweise auch nur: Mainzer Kreuz) verbindet die Bundesautobahn 60 (Anschlussnummer 21) mit der A 63 (Anschlussnummer 2) und der Bundesstraße 40 südwestlich der rheinland-pfälzischen Landeshauptstadt Mainz miteinander. Das Mainzer Kreuz liegt zwischen den beiden Stadtteilen Marienborn und Bretzenheim. Das Autobahnbrückenbauwerk wurde 1965 errichtet und ist 24 Meter breit sowie 67 Meter lang.
Die Richtungsfahrbahnen von A 60 und A 63 sind jeweils zweistreifig, sämtliche Verbindungsrampen einstreifig ausgeführt. Östlich des Kreuzes ist die A 60 sechsstreifig ausgebaut.
Die Überleitung von der A 60 aus Frankfurt zur A 63 Richtung Kaiserslautern wurde in einer kurzen engen Schleife gebaut. Durch diese kurze und enge Schleifenführung ist die Geschwindigkeit hier auf 40 km/h beschränkt, um vor allem Lastkraftwagenunfälle zu vermeiden.
Die A 63 aus Richtung Kaiserslautern kommend geht nach dem Autobahnkreuz in die B 40 über, seit 1. Februar 2013 wird für die Weiterfahrt in die Innenstadt von Mainz eine Grüne Feinstaubplakette benötigt.
Für den Schwerlastverkehr befindet sich vor dem Mainzer Kreuz von Bingen kommend ein Hinweisschild, dass die Bundesstraße 9 nach Worms für den Durchgangsschwerlastverkehr gesperrt ist. Es muss deshalb die A 63 und dann A 61, via Alzeyer Kreuz, genutzt werden.
Am 28. Juni 2014 begannen Fahrbahnsanierungen. Während der gesamten Bauzeit, die bis September 2014 andauerten, blieben die Fahrbeziehungen von Kaiserslautern nach Bingen am Rhein sowie von der Mainzer Innenstadt nach Darmstadt komplett gesperrt. Die anderen Richtungen wurden vor allem am Wochenende auf eine Spur reduziert. Trotz dieser Sanierung sollte die Brücke der A 60 über die A 63 ab dem späten Frühjahr 2017 ursprünglich innerhalb von drei Jahren unter laufendem Verkehr erneuert werden. Im März 2024 wurde erwartet, dass die Erweiterung bis Ende 2024 abgeschlossen und das Autobahnkreuz wieder vollständig für den Verkehr freigegeben sein wird.[veraltet]
Im Rahmen des sechsstreifigen Ausbaus der A 60 im Kreuz und weiter bis zum Dreieck Mainz, soll die Schleifenrampe von der A 60 aus Frankfurt zur A 63 Richtung Kaiserslautern durch eine halbdirekte Rampe ersetzt werden. Die beiden Brückenbauwerke, für jede Spur der A 60, werden seit Juli 2017 unter laufendem Verkehr auf 32 Meter Breite sowie 95,5 Metern Länge erneuert. Ursprünglicher Fertigstellungstermin war der Sommer 2021. Nachdem im Juni 2020 Risse in der Betonage der neuen Brücke festgestellt wurden, ordnete der Landesbetrieb Mobilität Rheinland-Pfalz (LBM) einen sofortigen Baustopp an. Das verantwortliche Unternehmen machte daraufhin vier Verbesserungsvorschläge, die allesamt zurückgewiesen wurden, sodass zuletzt die Kündigung des Vertrags und der vollständige Abbruch der Bauarbeiten drohte. Dazu kam es aber nicht, weil die Zuständigkeit über die Autobahnen 2021 an die neue Autobahn GmbH des Bundes fiel, die den Weiterbau anstrebte. Seit Ende März 2022 kann die fertiggestellte Südbrücke vom Verkehr genutzt werden. Abriss und Neubau der Nordbrücke sollen nun bis Sommer 2024 folgen.

## Verkehrsaufkommen
Das Kreuz wurde im Jahr 2010 täglich von etwa 117.000 Fahrzeugen befahren.
| Von                         | Nach                            | Durchschnittliche tägliche Verkehrsstärke | Durchschnittliche tägliche Verkehrsstärke | Durchschnittliche tägliche Verkehrsstärke | Anteil Schwerlastverkehr | Anteil Schwerlastverkehr | Anteil Schwerlastverkehr |
| Von                         | Nach                            | 2005                                      | 2010                                      | 2015                                      | 2005                     | 2010                     | 2015                     |
| --------------------------- | ------------------------------- | ----------------------------------------- | ----------------------------------------- | ----------------------------------------- | ------------------------ | ------------------------ | ------------------------ |
| AS Mainz-Lerchenberg (A 60) | AK Mainz-Süd                    | 71.800                                    | 65.100                                    | 69.800                                    | 7,4 %                    | 6,5 %                    | 11,1 %                   |
| AK Mainz-Süd                | AS Mainz-Hechtsheim-West (A 60) | 72.100                                    | 77.700                                    | 92.300                                    | 8,4 %                    | 8,5 %                    | 11,7 %                   |
| Anschluss B40               | AK Mainz-Süd                    | 25.500                                    | 28.600                                    | keine Daten                               | 1,9 %                    | 1,7 %                    | keine Daten              |
| AK Mainz-Süd                | AS Klein-Winternheim (A 63)     | 60.700                                    | 63.000                                    | 64.600                                    | 7,3 %                    | 7,0 %                    | 08,1 %                   |